# Glycolbodem
Glycolbodem is een restproduct dat in aanzienlijke hoeveelheden vrijkomt in de polymerisatie-industrie als destillatie-residu. Het woord bodem komt van bottom, de zware fractie in het destillatieproces.
Het ontstaat onder andere bij de productie van polyamide, polyesters, elastomeren en diverse andere engineering plastics.
Een voorbeeld van de samenstelling ervan:
- Monoethyleenglycol: 65%
- Water: 18%
- Zware metalen: 15%
- Sediment: 2%

Glycolbodem wordt beschouwd als een gevaarlijke stof. De meest bekende toepassing van glycolbodem is het gebruik als brandstof in klinkerovens, zoals die bij de fabricage van Portlandcement voorkomen. De onbrandbare en niet-vluchtige stoffen zullen dan bestanddeel gaan uitmaken van de klinker.
De ENCI te Maastricht gebruikt 12 kton glycolbodem per jaar in haar ovens.